# Дайер, Молл
Молл Дайер (англ. Moll Dyer; ум. 1697) — легендарная жительница Леонардтауна, штат Мэриленд, жившая в XVII веке.
Считается, что местные жители обвинили её в колдовстве и выгнали из дома зимней ночью. Её тело будто бы обнаружили несколько дней спустя, частично вмёрзшее в большой камень.

## История
Легенда о Молл Дайер — устное народное придание, которое передается в округе Сент-Мэрис, штат Мэриленд, уже на протяжении десятилетий, если не столетий. Легенда гласит, что Молл Дайер была колонисткой 17 века в Леонардтауне, штат Мэриленд. Точные даты возникновения этой истории туманны, но считается, что события произошли в феврале конца 1690-х годов — во время судебных процессов над ведьмами в Мэриленде, в результате которых было вынесено несколько оправдательных приговоров и зафиксирована одна смерть.
В настоящее время не существует известных первоисточников, данных переписи населения или иных неопровержимых исторических свидетельств, подтверждающих эту легенду. Многие из записей колониального периода Леонардтауна были утеряны в результате пожара, уничтожившего здание городского суда 8 марта 1831 года.
Несмотря на ненадёжные источники, заявления в пользу этой истории часто ссылаются на следующие данные:
- Несколько иммиграционных записей показывают, что Мэри Дайер, Марг. Дайер и Маллиго Дайерс были перевезены в округ Дорчестер, штат Мэриленд, в октябре 1677 года на корабле под командованием капитана Томаса Тейлора.[2] (В конце 1600-х годов Молл было прозвищем Мэри, наряду с любым женским именем на букву «М».)
- В 1697/98 годах в Южном Мэриленде произошла «великая эпидемия». (Архив MD, V23, стр. 396)
- В издании The St. Mary’s Beacon от 18 августа 1892 года (выпуск 604, том LII) Джозеф Ф. Морган писал, что Молл жила в этом районе много лет и что её коттедж сгорел, когда «Коттон Мэзер правил страной пуритан».
- В Мэриленде было несколько судебных процессов над ведьмами, которые начались в 1654 году и продолжались до 1712 года. Ребекка Фаулер из соседнего округа Калверт была повешена как ведьма 9 октября 1685 года.[3]

В последние годы местные пытаются возродить легенду о Молл Дайер. Правительством округа Сент-Мэрис даже были установлена связь Молл Дайер с предположительно реальной женщиной по имени Мэри Дайер, которая, вероятно, родилась в Девоне, Англия, в 1634 году. Она впервые упоминается в записях в 1669 году как наемная служанка на Виргинских островах.
В 1677 году эта же женщина отправилась на корабле капитана Томаса Тейлора в Дорчестер, штат Мэриленд. Доподлинно неизвестно, проживала ли Мэри Дайер в Леонардтауне и умерла ли она там.
Эти заявления были подхвачены несколькими изданиями, включая The Washington Post, хотя их достоверность остаётся спорной.
В 2021 году мэр Леонардтауна Дэн Беррис объявил 26 февраля «Днём Молл Дайер» в знак почитания богатой истории города.

## Народное предание

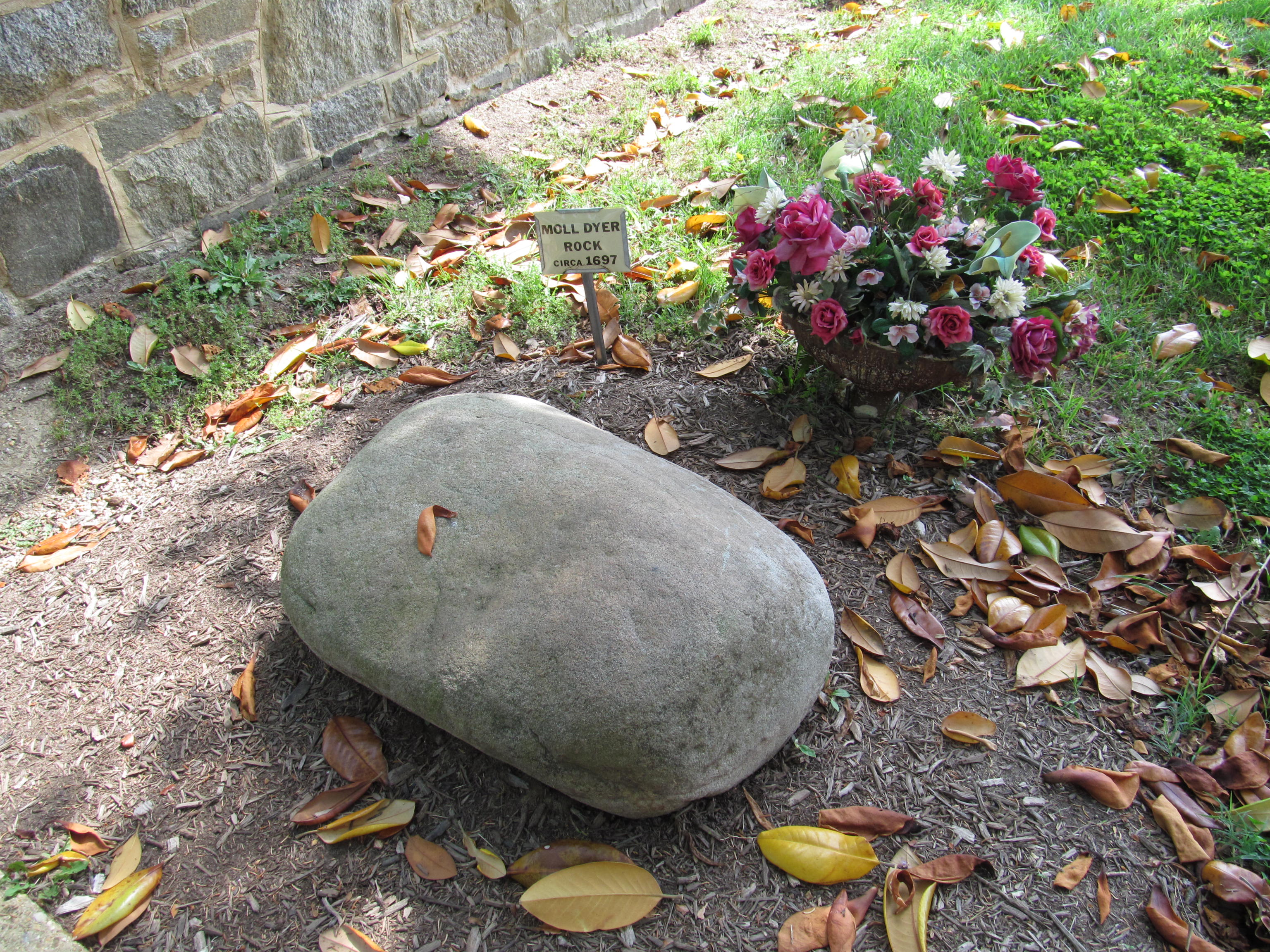
Камень Молл Дайер на лужайке у здания суда в Леонардтауне, май 2012 г.

Эпидемия смертельной болезни (вероятно, гриппа) и плохой урожай нанесли весомый урон небольшому населению Леонардтауна. А необычно суровая зима привела к тому, что люди могли не пережить сезон.
Жители города, будучи глубоко религиозным и пуританским обществом, обратились к суевериям, утверждая, что голод, болезни и метели были вызваны колдовством. На собрании в местной церкви было решено, что Молл Дайер, пожилая женщина, проживавшая на южной окраине города, и была той самой ведьмой, которая призвала дьявола, чтобы губить жителей Леонардтауна.
Вскоре собралась толпа, чтобы изгнать её из города. Жители окружили и подожгла её хижину, самой Молл едва удалось вырваться и бежать мимо толпы в лес. По другой версии, Молл Дайер бежала, едва увидев приближающуюся толпу и успела взять с собой лишь лёгкую шаль. Она пробежала много миль, пока её ноги наконец не отказали.
Зная, что умрет от переохлаждения   до восхода солнца, она нашла небольшой валун и опёрлась на него правой рукой. Затем она подняла левую к луне и прокляла жителей Леонардтауна.
Спустя несколько дней её тело было найдено примерзшим к камню, а рука  по-прежнему была поднята к небу.
Подробности проклятия различаются в зависимости от версии, но обычно они касаются бесплодия женщин, гибели урожая, смерти детей или семейных невзгод.
Говорят, что её дух до сих пор бродит по окрестностям Леонардтауна, разыскивая тех, кто выгнал её из дома. Также утверждается, что на «камне Молл Дайер» перед особняком Тюдор-холл иногда можно увидеть отпечаток руки.
Сообщается о многих сверхъестественных событиях, произошедших недалеко от современной дороги Молл Дайер, ответвления трассы Мэриленд 5. По разным версиям она либо жила, либо погибла в этом месте. Распространены сообщения о людях-тенях, блуждающих огоньках, белой собаке, вызывающей автомобильные аварии, «густом, неестественном тумане» и частых ударах молний в данном месте.

## Вариации
Как и все народные сказания, эта история передавалась из поколения в поколение и менялась по мере повествования.
В 1994 году Томас Джарбо устроил серию интервью с десятью местными жителями, среди которых были члены семьи Дайер, местный историк, и несколько людей из семей, которые жили в данном округе с 1600-х годов.
Согласно этим интервью, Молл Дайер могла быть родом из Англии, Ирландии, Виргинии, Кентукки, Коннектикута или Новой Англии. По разным версиям она была старой девой, вдовой, отвергнутой женщиной или матерью двоих сыновей.
Вероятно, она родилась в семье Дайер или вышла замуж за мужчину по имени Дайер.
Двое утверждали, что слышали её имя как «Молди Дайер», и что она была молодой коренной американкой (вероятно, из племени чаптико), которую бросил белый любовник сразу после рождения совместного ребёнка.
Точная дата её смерти неизвестна и варьируется с середины 1600-х до конца 1700-х годов.
Поскольку Леонардтаун был основан (под изначальным названием Сеймур таун) в 1660 году, это позволяет отнести её к числу наиболее ранних колонистов, скорее всего, англичан и католиков.
Несколько человек заявили, что, по их мнению, она приехала в Мэриленд, потому что этот штат более толерантен в религиозном отношении, чем другие колонии. Поскольку Англиканская церковь была образована примерно за столетие до этого, а многие английские католики бежали в Америку, спасаясь от преследований, эта часть истории выглядит правдоподобно.

## Камень Молл Дайер
Согласно легенде, перед смертью Молл Дайер опёрлась на большой камень, чтобы отдохнуть. И на нём остались вмятины (от рук, коленей или от того и другого). Этот камень считался утерянным на протяжении столетий, пока в 1968 году журналист Washington Evening Star Филип Х. Лав не прочитал данную легенду в местном историческом журнале и не решил найти этот камень. Бакалейщик, живший неподалёку, утверждал, что знал о камне с детства, и привёл Лава к нему.
В 1972 году Национальная гвардия переместила 397-килограммовый известняковый валун из лесистого оврага возле Молл Дайер-роуд на лужайку к зданию Леонардтаунского суда, прямо перед старой тюрьмой, построенной в 1876-м году. Простая табличка возле скалы гласила: «Камень Молл Дайер, около 1697 года».
Камень Молл Дайер простоял на этом месте почти 50 лет, до начала 2021 года, пока Историческое общество округа Сент-Мэрис не переместило его на территорию Тюдор-холла, где находится штаб-квартира Исторического общества.
Сегодня камень находится под покрытием из оргстекла и на табличке более подробно описаны события легенды.
Прикосновение к камню якобы вызывает у людей тошноту, головокружение или иные сильные неприятные ощущения. По слухам он также приносит болезни и несчастья в семью прикоснувшегося.
Рядом с камнем часто оставляют небольшие подношения — цветы, сладости, безделушки, варежки и т. д., чтобы свести проклятье на нет.

## В современной культуре
5 октября 2014 года телеканал Weather Channel в сериале  «Американское сверхъестественное»  транслировал эпизод о Молл Дайер.
Роман «Сестра-ведьма, жизнь Молл Дайер» был написан местным писателем Дэвидом У. Томпсоном и опубликован в издательстве Solstice Publishing 31 октября 2017 года. Основанный на сказании о Молл Дайер, он объединяет исторические записи и местные устные предания, окружающие её легенду.
«Месть Молл Дайер» — роман, написанный уроженцем округа Сент-Мэрис и писателем Майком Маркусом.
Опубликован в антологии From The Yonder: A Collection of Horror from Around the World в феврале 2020 года, издательство War Monkey Publications LLC.
Танцевальная постановка  «Молл Дайер, Легенда о ведьме»  была поставлена в 1999 году основательницей балета Святой Марии Джейн Капуто, под музыку Лорины Маккеннитт.
Балет был показан в средней школе Св. Марии Райкен и в кампусе Леонардтаун колледжа Южного Мэриленда в рамках празднования Хэллоуина с 1999 по 2003 год, а потом снова в 2006 году. Балет переосмысляет легенду в форме поучительной истории о феминизме и толерантности.
Молл Дайер стала одной из исторических личностей, на которых был основан заглавный персонаж в фильме   «Ведьма из Блэр».
Песня Fire and Snow (2007) фолк-рок дуэта Hobbyhorse из Сан-Франциско посвящена Молл Дайер.
Washington Times назвала её «вероятно, самой известной частью ведьминских преданий Мэриленда». Местные газеты от случая к случаю перепечатывают эту историю.
Дорога Молл Дайер, расположенная в 3,4 милях к югу от Леонардтауна, названа в её честь. Также в её честь назван ручей Молл Дайер Ран, который протекает параллельно дороге и пересекает трассу 5, бежит мимо часовни Богоматери на дороге Медлис-Нек и, в конце концов, впадает в залив Бретон.